# Lubriano
Lubriano là một đô thị tại tỉnh Viterbo trong vùng Latium của Ý, có cự ly khoảng 90 km về phía tây bắc của Roma và khoảng 25 km về phía bắc của Viterbo.
Lubriano giáp các đô thị: Bagnoregio, Castiglione in Teverina, Orvieto và Porano.